# Barbara (manga)
Pour les articles homonymes, voir Barbara (homonymie).
Barbara (ばるぼら, Barubora) est un manga d'Osamu Tezuka prépublié dans le magazine Big Comic de l'éditeur Shōgakukan entre juillet 1973 et mai 1974. Il sera notamment publié par Kōdansha dans la collection des Œuvres complètes de Tezuka en deux volumes reliés en février et avril 1982, puis réédité au format Bunko en octobre 1991. La version française a été publiée par Akata en deux volumes entre mai et juin 2005.

## Synopsis
Tezuka narre la vie de Barbara, une femme ensorcelante et envoûtante qui est la muse des écrivains. À son contact ceux-ci trouvent l'inspiration et rencontrent le succès. Mais ils ne s'en rendent pas compte, croyant en leur talent, ou du moins bien trop tard quand Barbara les a quittés. Ils ne voyaient en elle qu'une souillon alcoolique qui venaient vider leur bar régulièrement, ils essaient alors souvent en vain de la convaincre de revenir.

## Liste des volumes
| no | Japonais        | Japonais       | Français       | Français          |
| no | Date de sortie  | ISBN           | Date de sortie | ISBN              |
| --- | --------------- | -------------- | -------------- | ----------------- |
| 1 | 12 février 1982 | 978-4061087453 | 18 mai 2005    | 2-84789-717-8     |
| Liste des chapitres : - 1er épisode : La vendeuse du grand magasin - 2e épisode : La femme au chien - 3e épisode : Black agora - 4e épisode : Le secret - 5e épisode : Le démon sur la dune - 6e épisode : Le proscrit noir - 7e épisode : Le loup doit être enchaîné - 8e épisode : La doublure - 9e épisode : Un monde de folie |                 |                |                |                   |
| 2 | 13 avril 1982   | 978-4061087460 | 8 juin 2005    | 978-2-84789-789-0 |
| Liste des chapitres : - 10e épisode : Vaudou - 11e épisode : La messe noire - 12e épisode : La mauvaise pente - 13e épisode : La sentence - 14e épisode : Drame dans la brume - 15e épisode : Épilogue |                 |                |                |                   |

### Édition japonaise
Kōdansha

1. 1 2  (ja) « Tome 1 ».
2. 1 2  (ja) « Tome 2 ».

### Édition française
Akata

1. 1 2  « Tome 1 ».
2. 1 2  « Tome 2 ».